# Poinciana (Florida)
Poinciana es un lugar designado por el censo ubicado en el condado de Osceola en el estado estadounidense de Florida. En el Censo de 2010 tenía una población de 53.193 habitantes y una densidad poblacional de 281,63 personas por km².

## Geografía
Poinciana se encuentra ubicado en las coordenadas 28°7′7″N 81°28′45″O / 28.11861, -81.47917. Según la Oficina del Censo de los Estados Unidos, Poinciana tiene una superficie total de 188.88 km², de la cual 186.16 km² corresponden a tierra firme y (1.44%) 2.72 km² es agua.

## Demografía
Según el censo de 2010, había 53.193 personas residiendo en Poinciana. La densidad de población era de 281,63 hab./km². De los 53.193 habitantes, Poinciana estaba compuesto por el 56.44% blancos, el 24.47% eran afroamericanos, el 0.73% eran amerindios, el 1.8% eran asiáticos, el 0.2% eran isleños del Pacífico, el 11.38% eran de otras razas y el 4.98% pertenecían a dos o más razas. Del total de la población el 51.2% eran hispanos o latinos de cualquier raza.